# Marc Casadó
Marc Casadó Torras (Sant Pere de Vilamajor, 2003. szeptember 14. –) spanyol labdarúgó, középpályás. A Barcelona és a spanyol korosztályos válogatott játékosa.

## Pályafutása

### Barcelona
Casadó mielőtt 2016-ban 13-évesen a klub utánpótlás csapatába igazolt, azelőtt négy klubban is szerepelt.
Az első évét az U14/A csapatában kezdte, pár évvel később a Juvenil A csapatkapitánya lett, ahol a 2020–21-es szezonban segített megnyerni a bajnokságot és a Copa de Campeonest.
2021-ben öt alkalommal ült a Barca B kispadján, 2022 nyarán pedig felkerült a csapatba. Július 25-én plusz kétéves szerződéshosszabbítást kötöttek a felek.
Augusztus 27-én mutatkozott be a Barca B-ben a CD Castellón ellen a 3–2-re megnyert mérkőzésen.

#### A felnőttcsapatban
2022. október 1-jén nevezték első alkalommal a bajnokság 2022/23-as kiírásának - 7. fordulójában a Mallorca ellen.
November 1-jén debütált egy  2–4-s Bajnokok Ligája mérkőzésen a cseh Viktoria Plzeň vendégeként, a második félidő 67. percében Franck Kessié-t váltva.

## Statisztika
2023. július 22-i állapot szerint
| Klub             | Szezon           | Bajnokság          | Bajnokság | Bajnokság | Kupa  | Kupa  | Nemzetközi | Nemzetközi | Egyéb | Egyéb | Összes | Összes |
| Klub             | Szezon           | Liga               | Mérk.     | Gólok     | Mérk. | Gólok | Mérk.      | Gólok      | Mérk. | Gólok | Mérk.  | Gólok  |
| ---------------- | ---------------- | ------------------ | --------- | --------- | ----- | ----- | ---------- | ---------- | ----- | ----- | ------ | ------ |
| Barcelona B      | 2022/23          | Primera Federación | 34        | 0         | —     | —     | —          | —          | —     | —     | 34     | 0      |
| Barcelona B      | Összesen         | Összesen           | 34        | 0         | —     | —     | —          | —          | —     | —     | 34     | 0      |
| Barcelona        | 2022/23          | La Liga            | 0         | 0         | 0     | 0     | 1          | 0          | 0     | 0     | 1      | 0      |
| Barcelona        | Összesen         | Összesen           | 0         | 0         | 0     | 0     | 1          | 0          | 0     | 0     | 1      | 0      |
| KARRIER ÖSSZESEN | KARRIER ÖSSZESEN | KARRIER ÖSSZESEN   | 34        | 0         | 0     | 0     | 1          | 0          | 0     | 0     | 35     | 0      |

1. ↑  Mérkőzése(i) a Bajnokok Ligájában